# Крогиус, Август Адольфович
Август Адольфович Крогиус (1871, Кишинёв — 1933, Ленинград) — русский и советский психолог, доктор медицины, профессор, основоположник российской тифлопсихологии.
Его брат, В. А. Крогиус (1876 — после 1940) — преподаватель и автор учебников по математике.

## Биография
Август Крогиус родился 18 марта 1871 года в Кишинёве. Окончил Петербургское Военно-инженерное училище и в 1898 году — медицинский факультет Юрьевского университета.
С 1902 года читал лекции по психологии, психофизиологии и философии на курсах воспитательниц и руководительниц физического образования, созданных и руководимых П. Ф. Лесгафтом. В 1905 году выступал на пятом Международном психологическом конгрессе в Риме и на международных конгрессах в Инсбруке и Гёттингене. В 1906 году выступал на первом Съезде по педагогической психологии незрячих. Был преподавателем кафедры психофизиологии органов чувств Психоневрологического института, Педагогической академии, состоял ординатором психиатрической больницы Св. Пантелеймона.
В 1909 году защитил в Военно-медицинской академии диссертацию на соискание степени доктора медицины по теме «Из душевного мира слепых». После революции 1917 г. вёл преподавательскую деятельность в Петрограде и Саратове. В 1918 году Крогиус избран профессором психологии Петроградского университета, в 1919—1930 годах преподавал философию в Саратовском государственном университете им. Н. Г. Чернышевского, заведовал кафедрой психологии Саратовского педагогического института. С 1930 года работал на дефектологическом факультете Ленинградского государственного педагогического института им. А. И. Герцена. Умер в Ленинграде 1 июля 1933 года.

## Вклад в развитие отечественной тифлопсихологии
Август Крогиус был одним из первых российских психологов, экспериментально изучавших психику слепых. В 1909 году вышла фундаментальная работа Крогиуса «Из душевного мира слепых». Крогиус был известным психологом в начале XX века, активно участвовал в педологических исследованиях, сделал ряд докладов на съездах по педагогике и психологии. Его исследования психологии слепых поддерживали крупнейшие представители педологического движения в России того времени: Б. М. Бехтерев, А. Ф. Лазурский, А. П. Нечаев. В своей работе Крогиус отмечает глубокую заинтересованность и поддержку со стороны названных учёных. В труде представлены результаты многолетних экспериментально-психологических исследований автора, проводимых над слепыми людьми разного возраста. Ряд исследований носит сравнительный характер. Исследуется состояние психических процессов у слепых в сравнении со зрячими. Работа Крогиуса касается исследования разных сторон психического развития человека с нарушением зрения.
Автор исследует особенности слухового восприятия слепых людей. В экспериментальном исследовании сначала определялся пространственный порог слуховых раздражений, в виде раздражений выступали свисток и счёт вслух. Исследование велось по методу наименьших изменений, то есть экспериментатор менял расстояние между раздражениями до тех пор, пока испытуемый не определял верно их относительно положения. Для каждого положения делалось 10 определений порога и бралась средняя величина его. Второй ряд экспериментов по тому же вопросу был проведён по методу Бине, в качестве раздражителя брался электрический звонок, быстро и бесшумно передвигаемый по дуге. В результате исследований слухового восприятия, автор приходит к выводу о том, что у слепых оно совершеннее, чем у зрячих. По мнению автора, слепые большей частью люди не двигательно-осязательного типа, а слухового типа. В работе много места уделено исследованию так называемого «шестого чувства» слепых, то есть возможности ощущать препятствия на расстоянии. Автор детально рассматривает подходы зарубежных и отечественных исследователей и высказывает свою гипотезу, подтверждённую его исследованиями. По мнению автора, слепые ощущают препятствия на расстоянии в результате деятельности одного из сохранных органов чувств. Крогиус считает, что этим сохранным чувством является температурная рецепция. Именно она даёт возможность слепым ощущать предметы на расстоянии. Много места в исследовании уделено изучению осязательных и осязательно-двигательных восприятий. Автор исследует точность представлений слепых, образованных с помощью двигательно-осязательных ощущений. Исследователь применяет методы воспроизведения и сравнения. Во время эксперимента ощупывались прямые различной длины, углы и кривые (зрячим при этом завязывались глаза). Ощупывание производилось тремя способами: движением указательного пальца, противопоставлением и одновременным движением большого пальца и указательного пальца одной руки, а также противопоставлением и одновременным движением указательных пальцев обеих рук. В результате исследований Крогиус делает вывод о том, что представления, составленные с помощью осязательно-двигательных ощущений, отличаются у слепых меньшей точностью, чем у зрячих.
Помимо анализируемого труда, Крогиус выпускает ряд статей, в которых приводит результаты своих исследований познавательных возможностей слепых. В этом направлении важной является его работа «О некоторых особенностях душевной жизни слепых» (1904). Работа касается особенностей памяти и свойств личности слепых. Автор исследовал процесс запоминания у слепых по методу Г. Эбингауза. По его наблюдениям слепые во всех случаях заучивают тексты лучше, чем зрячие. Автор объясняет это повышенным вниманием, высоким развитием слухового восприятия, а также ограниченным количеством получаемых из внешнего мира раздражений, вследствие чего «… вторжение в фиксационную точку сознания» других групп ощущений происходит гораздо реже, чем у зрячих, что способствует максимальному сосредоточению на определённом материале. В работе приводится анализ психических состояний и особенностей личности слепых. Автор отмечает изменения в области чувств и характера. Чувства у слепых развиваются, по мнению автора, быстрее, чем у зрячих, что связано со сосредоточением взгляда слепых на внутреннем мире, это поддерживает веру в сохранение духовных ценностей.
Август Крогиус развивал идеи З. Фрейда в тифлопсихологии. Он писал: « … слепота отражается не только на умственной, но и на всех других сторонах душевной жизни … и может привести к самым различным проявлениям, к образованию самых различных особенностей». Он указывал, что при слепоте часто формируются отрицательные моральные и волевые черты характера, страдают интересы, преждевременно и часто извращённо проявляются половые инстинкты. Учёный объясняет это физиологическим вырождением, недостатками семейного воспитания и недостаточностью, вследствие внешних условий, сублимации половой энергии, недостаточностью отведения её в другие, более высокие сферы жизни. По Крогиусу, несоизмеримо более часто, чем отрицательные, при слепоте развиваются, причём более быстрыми темпами нежели в норме, положительные свойства личности. Достигают более высокого уровня высшие, или, как он их называет, интеллектуальные психические функции, например: произвольное внимание, логическая память, абстрактное мышление. Одним из факторов этого ускорения является сублимация сексуальной энергии. Малоподвижный образ жизни слепых вызывает более раннее половое созревание и повышенную половую активность, учёный предлагает искать способы для сублимации энергии либидо в эмоциональные переживания, творческую деятельность. Данные исследования позволяют говорить о попытке проникновения в психику слепого человека с целью усовершенствований в области воспитания. Данные попытки стали предпосылками формирования отечественной тифлопсихологии. Вышеперечисленное позволяет говорить о том, что А. А. Крогиус является основоположником отечественной тифлопсихологии.

## Семья
Дочь — Елена Августовна Крогиус (1912—1991) преподавала на химическом факультете Саратовского государственного университета, затем работала в НИИ стекла.
Внук — Николай Владимирович Крогиус (1930—2022) — доктор психологических наук, профессор, международный гроссмейстер по шахматам.

## Труды
- О некоторых особенностях душевной жизни слепых // Вестник психологии. — 1904. — Вып 4. — С. 259—271.
- Процессы восприятия у слепых : Дис. на степ. д-ра мед. А. А. Крогиуса. — СПб.: Сенат. тип., 1909. — [4], II, 240 с. — (Серия докторских диссертаций, допущенных к защите в Императорской Военно-медицинской академии в 1908-1909 учебном году; № 13).
- Из душевного мира слепых. Ч. 1: Процессы восприятия у слепых / А. Крогиус. — СПб. : Сенат. тип., 1909. — [6], II, 231 с.
- Экспериментальное исследование душевной жизни слепых / Труды первого Всероссийского съезда по педагогической психологии 31 мая — 4 июня 1906. — СПб., 1906. — С. 177—179.
- Психология слепых и её значение для общей психологии и педагогики. — Саратов, 1926. — 144 с.
- Методы исследования умственного утомления / Проф. А. А. Крогиус; Из Психологич. лаборатории Сарат. гос. им. Н. Г. Чернышевского ун-та. — Саратов: тип. № 2 Крайполиграфпром. — 16 с.